# اریک فرانک راسل

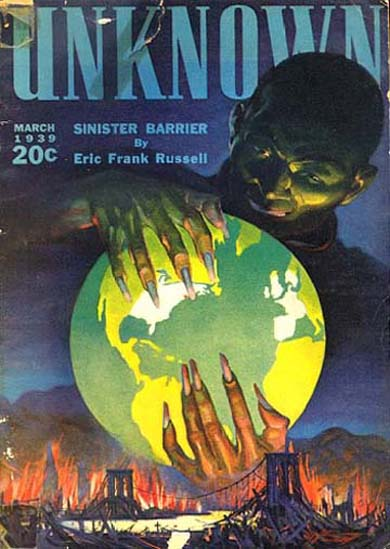
جلد یکی از کتاب‌های اریک فرانک راسل

اریک فرانک راسل (به انگلیسی: Eric Frank Russell) ‏(۱۹۰۵–۱۹۷۸) نویسندهٔ انگلیسی سبک علمی تخیلی است. وی نویسندهٔ داستان کوتاه آلاماگوسا است که در سال ۱۹۵۵ میلادی برندهٔ جایزهٔ هوگوی شده است. انفجار بزرگ یکی از آثار او است که در سال ۱۹۶۲ نوشته شد.
هرچند راسل انگلیسی بود، اصطلاحات آمریکایی را چنان ماهرانه در داستان‌های خود به کار می‌گرفت که بسیاری از خوانندگان هیچگاه متوجه ملیت او نشدند. به همین سبب اکثر این داستانها در مجموعه‌ای با عنوان استوندینگ (حیرت‌انگیز) به ویراستاری کمبل قرار گرفت.